# Den Rosa Pantern kommer tillbaka
Den Rosa Pantern kommer tillbaka (The Return of the Pink Panther) är den fjärde filmen i Rosa pantern-serien, den tredje med Peter Sellers i rollen som kommissarie Clouseau. Filmen regisserades och producerades av Blake Edwards och hade premiär 1975.

## Handling
Rosa Pantern-juvelen blir åter stulen, och kvar på brottsplatsen lämnas en vit handske. Allt tyder på att Fantomen stulit den, trots att Sir Charles Litton gått i pension. Kommissarie Clouseau får uppdraget att lösa fallet, medan Sir Charles försöker ta reda på vem som satt dit honom.

## Rollista (urval)[1]
- Peter Sellers – Kommissarie Jaques Clouseau
- Christopher Plummer – Sir Charles Litton (Fantomen)
- Herbert Lom – Polischef Charles Dreyfus
- Catherine Schell – Claudine Litton
- Peter Arne – Överste Sharki
- Eric Pohlmann – Den tjocke mannen
- Graham Stark – Pepi